# جورسيل
جورسيل قرية صغيرة وثرية نسبيًا تقع ضمن حدود بلدية لوخيم، مقاطعة جيلديرلاند في هولندا في منطقة غابات في الجزء الشرقي من خيلدرلند على بعد حوالي 9 كيلومترات (5.6 ميل) جنوب شرق وسط مدينة ديفينتر. يحدها من الغرب نهر آيسل. في عام 2015  بلغ عدد سكانها 4043 نسمة.
في عام 1831، دُمجت بلدية دورث القديمة مع جورسيل. كانت جورسيل بلدية منفصلة حتى عام 2005  عندما تم دمجها مع بلدية لوخيم.